# Cerotainia feminea
Cerotainia feminea är en tvåvingeart som beskrevs av Charles Howard Curran 1930. Cerotainia feminea ingår i släktet Cerotainia och familjen rovflugor.
Artens utbredningsområde är Panama. Inga underarter finns listade i Catalogue of Life.